# Fusine (Lombardei)

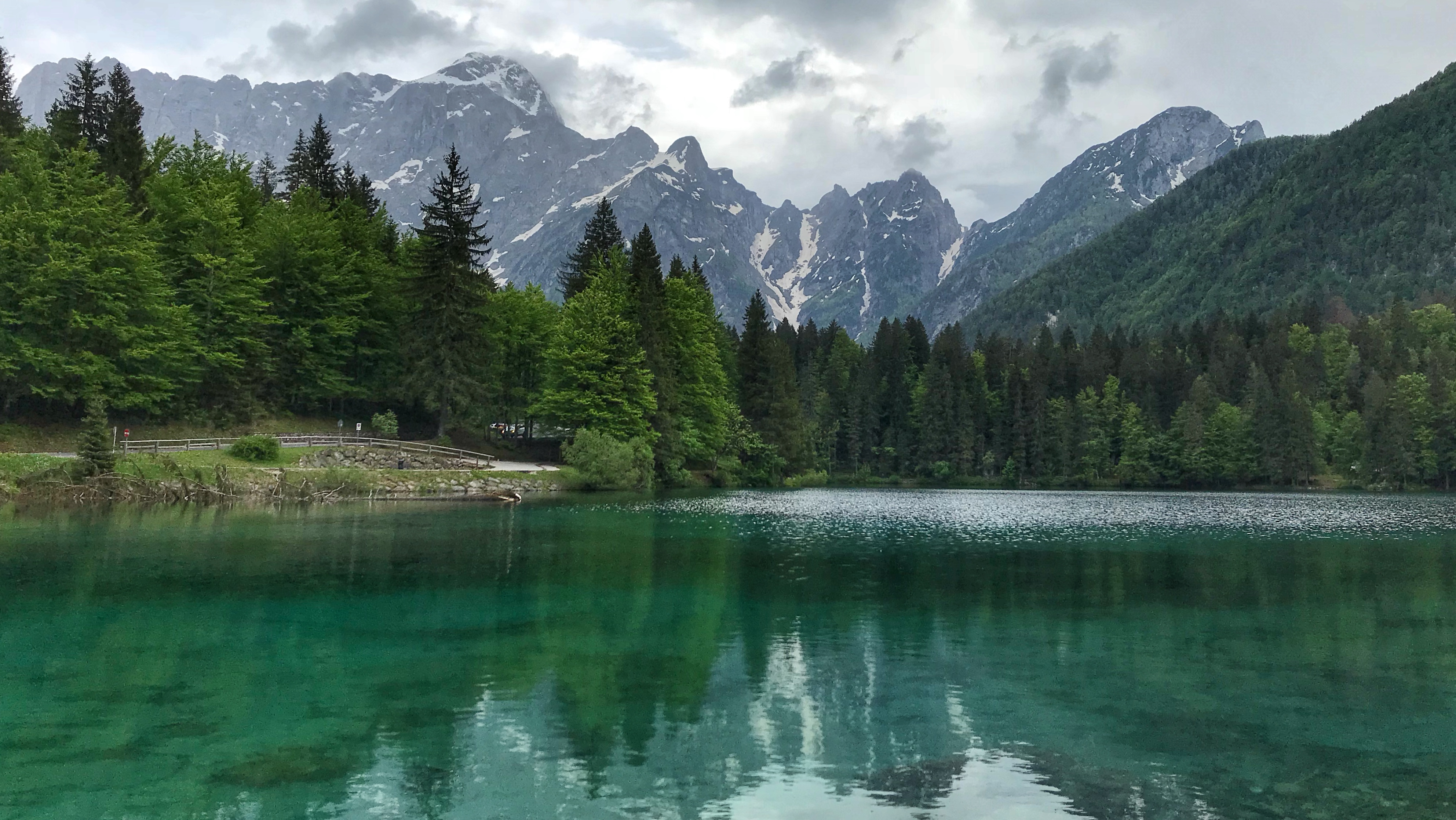
Fusine: Untersee

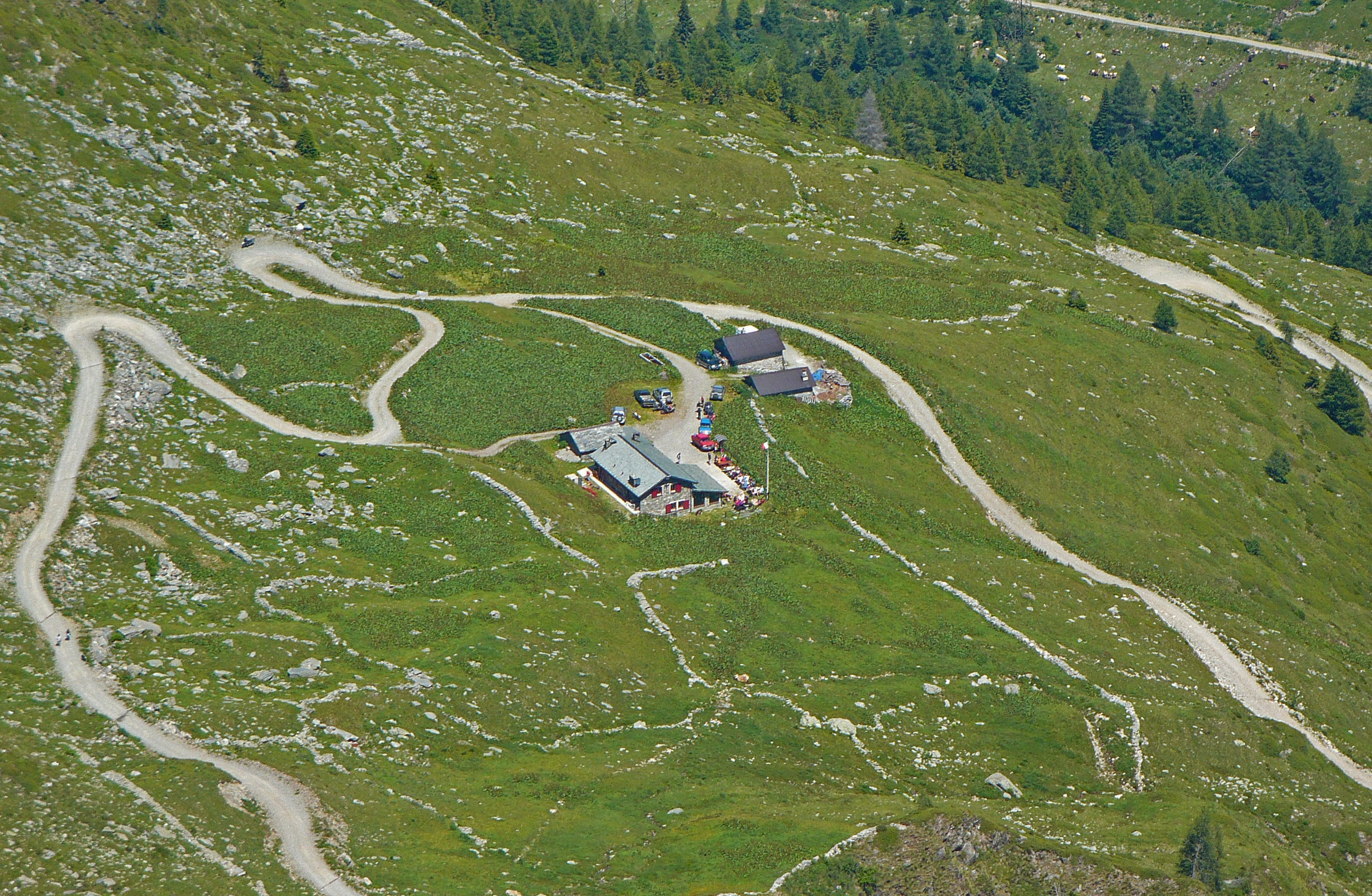
Fusine: Berghütte Dordona

Fusine ist eine Gemeinde in der Provinz Sondrio, Region Lombardei.

## Lage und Einwohner
Die Gemeinde Fusine liegt 12 Kilometer östlich von der Provinzhauptstadt Sondrio entfernt und hat 551 Einwohner (Stand 31. Dezember 2023).
Die Nachbarorte von Fusine sind Berbenno di Valtellina, Cedrasco, Colorina, Foppolo (BG), Forcola, Postalesio und Tartano.

## Bevölkerungsentwicklung
Fusine zählt 280 Privathaushalte. Zwischen 1991 und 2001 stieg die Einwohnerzahl von 652 auf 657. Dies entspricht einer prozentualen Zunahme von 0,8 %.

## Persönlichkeiten
- Michele Pessolo (* um 1460 in Fusine; † nach 1509 ebenda ?), Sohn von Stefano, italienischer Bildhauer der Renaissance in Genua[2]
- Andrea Fusina (* um 1470–1526), ein italienischer Bildhauer und Architekt der Renaissance.